# Haldex-Kupplung
Die Haldex-Kupplung ist eine mechanisch gesteuerte Lamellenkupplung, die vom schwedischen Automobilzulieferer Haldex entwickelt wurde. Sie wird seit 2011 von BorgWarner hergestellt und vertrieben. Sie wird in PKW zum Aufbau eines Allradantriebs eingesetzt.

## Aufbau
Die motornahe Achse wird dauerhaft angetrieben. Die Haldex-Kupplung ist direkt am Gehäuse des motorfernen Achs-Differenzialgetriebes angeflanscht und wird von einem zusätzlichen Wellenabgang des Schaltgetriebes aus angetrieben. Sie besteht aus einer in einem geschlossenen Gehäuse untergebrachten, hydraulisch bedienten Lamellenkupplung zwischen Kardanwelle und Kegelrad des Achsgetriebes, einer Hydraulikpumpe und einem Regelventil im Bypass des Hydraulikölstromes. Es gibt weiterhin ein Überdruckventil sowie eine Steuereinrichtung für das Regelventil. Alle Komponenten wie Pump- und Arbeitszylinder, Bypass und Ventile sitzen auf einer der Wellen und drehen sich mit ihr.
Ursprünglich war die Hydraulikpumpe eine durch eine Nockenscheibe der Eingangswelle angetriebene, auf der Ausgangswelle sitzende Kolbenpumpe. Diese Ringkolbenpumpe gerät durch Drehzahlunterschiede zwischen Ein- und Ausgangswelle durch die Nockenscheibe selbsttätig in Betrieb.
Später setzte man eine unabhängige Pumpe ein und schuf mit einem Druckreservoir die Möglichkeit, auch ohne Drehzahldifferenz zu kuppeln.

## Wirkungsweise
Der Allradantrieb auf Basis einer Haldex-Kupplung leitet automatisch ohne Beeinflussbarkeit durch den Fahrer bei Bedarf Motorkraft auf die normalerweise nicht angetriebene Achse (in der Regel die Hinterachse).
Abhängig von der elektronischen Steuerung der Haldex-Kupplung wird ein variabler Anteil der Motorkraft auf diese Achse übertragen. Das ist mit dem Bypassventil möglich, durch das der Druck verringert werden kann. Dreht zum Beispiel eine Achse durch, wird die Ringkolbenpumpe durch die Nockenscheibe betätigt und erzeugt einen Flüssigkeitsdruck. Dieser wirkt auf den Arbeitskolben, der die Lamellen gegeneinander drückt. Bei vollem Kraftschluss im Lamellenpaket sind Eingangs- und Ausgangswelle (und damit vorderes und hinteres Achsgetriebe) drehfest miteinander verbunden. Das Drehmoment wird den Antriebsrädern entsprechend ihrer Bodenhaftung zugeteilt. Die Anpresskraft für das Lamellenpaket und damit das Kupplungsdrehmoment wird durch das Steuergerät über das Regelventil gesteuert.
Die Kupplung teilt daher nicht wie ein Ausgleichsgetriebe das Drehmoment gleichmäßig auf die Achsen auf. Vielmehr ist die Kopplung der Achsen mehr oder weniger starr und muss daher besonders bei Kurvenfahrt aufgehoben werden. Sie kann in ihrer Wirkung daher eher als Längssperre eines Ausgleichsgetriebes verstanden werden. Das Lenkverhalten würde sich bei gekuppelten Achsen verschlechtern und es käme zu einem erhöhten Verschleiß, da die Hinterachse bei Kurvenfahrt weiter innen läuft und daher langsamer dreht.
Durch die elektronische Steuerung ist ein Allradantrieb auf Basis der Haldex-Kupplung kompatibel zu Fahrassistenzsystemen wie Antiblockiersystem (ABS) und Fahrdynamikregelung (Electronic Stability Control, ESP). Bei Bedarf kann der Hinterachsantrieb innerhalb von 60 ms deaktiviert werden.
Um auch bei Stillstand des Fahrzeuges sowie bereits vor einer Drehzahldifferenz der Achsen eingreifen zu können, wurde dem System später eine unabhängige Pumpe mit einem Druckreservoir hinzugefügt. Dadurch kann sofort aus dem Stand auf schwierigem Gelände mit allen Rädern beschleunigt werden.
Das Haldex-System ersetzte die Visco-Kupplung, die weder selbststeuernd noch steuerbar und daher nicht kompatibel zu Fahrerassistenzsystemen war.
Das Haldex-System stellt nur im Zusammenhang mit Sperrdifferentialen oder automatischer Schlupfregelung volle Geländegängigkeit her – ansonsten könnte jeweils ein Rad pro Achse durchdrehen oder blockieren.

## Entwicklung und Versionen
Das Haldex-System wurde 1988 von dem schwedischen Ingenieur Sigvard Johannsson (ursprünglich für den Einsatz als variable Quersperre) entwickelt und patentiert. Vier Jahre später wurde das Patent an die Firma Haldex verkauft und zu einer Allradkupplung weiterentwickelt. Der erste Serieneinsatz erfolgte 1998 im Audi A3 und TT quattro sowie im VW Golf IV 4motion. 
Es existieren mehrere Generationen an Haldex-Kupplungen (1 bis 5, Stand 2013, siehe Weblinks). Das Drehmoment der Haldex-Kupplungen Generation 1 bis 3 wird hauptsächlich gesteuert vom Drehzahlunterschied der angetriebenen Achsen mit dem Ziel der Traktionsmaximierung.
Generation 4 hat eine elektrische Ölpumpe mit Druckspeicher und kann zur Steigerung der Fahrdynamik eingesetzt werden, um z. B. das Fahrzeug auch ohne vorherigen Radschlupf zu stabilisieren, bevor unerwünschte Fahrsituationen eintreten. Einkuppeln der Haldex-Kupplung im Fahrzeug-Stillstand zur Erhöhung der Startbeschleunigung ist möglich. Das Kupplungsdrehmoment ist unabhängig von der Wellendrehzahl.
Generation 5 ist nach Aussage des Herstellers leichter, kompakter und unkomplizierter zu integrieren. Mit Hilfe eines elektro-hydraulischen Fliehkraft-bypass-Ventils wird die Leistung zwischen Vorder- und Hinterrädern verteilt. Ein integriertes elektronisches Steuergerät berechnet die Daten und sorgt für eine präventive, sofortige Reaktion mit hoher Drehmomentgenauigkeit. Es wurde eine Trennkupplung zur Entkopplung des gesamten sekundären Antriebsstrangs ergänzt, um Kraftstoff zu sparen. Haldex-Kupplungen der fünften Generation sind beispielsweise im Volkswagen Golf VII 4Motion eingebaut.

## Einsatz
Mit Haldex-Kupplungen gesteuerte Allradantriebe sind in folgenden Automodellen zu finden (Auszug aus):
- Audi A3 und TT – „quattro“-Modelle, S3, RS3, TTS, TT RS
- Bugatti Veyron
- BMW X1 / X2 Modellreihe F48 / F49
- Ford Kuga, Ford Freestyle AWD
- Opel Insignia
- Volvo V40 Cross Country, Volvo S60, Volvo V60, Volvo XC60, Volvo V70, Volvo XC70, Volvo S80, Volvo XC90
- VW Golf, VW Passat, VW Sharan, VW Caddy, VW Bora, VW Tiguan, VW T5/T6
- Seat Alhambra, Altea XL Freetrack, Seat Leon, Seat Ateca, Seat Tarraco
- Škoda Yeti, Octavia II, Octavia III, Superb II, Superb III, Kodiaq
- Saab 9-3 XWD, Saab 9-3X, Saab 9-5 XWD
- Lamborghini Aventador, Lamborghini Urus
- Land Rover Freelander